# Bundestagswahlkreis Jena – Rudolstadt – Stadtroda
Der Bundestagswahlkreis Jena – Rudolstadt – Stadtroda war von 1990 bis 2002 ein Wahlkreis in Thüringen. Er besaß die Nummer 302 und umfasste die kreisfreie Stadt Jena sowie die Landkreise Rudolstadt, Stadtroda und Jena. Im Rahmen der Wahlkreisreform von 2002, bei der die Anzahl der Wahlkreise in Thüringen von zwölf auf zehn reduziert wurde, wurde das Gebiet des Wahlkreises auf die Wahlkreise Jena – Weimar – Weimarer Land, Gera – Saale-Holzland-Kreis und Sonneberg – Saalfeld-Rudolstadt – Saale-Orla-Kreis aufgeteilt.
Der letzte direkt gewählte Wahlkreisabgeordnete war Christoph Matschie (SPD).

## Wahlergebnisse

### Bundestagswahl 1998
| Kandidaten                     | Kandidaten                      | Parteien/Listen     | Erststimmen | Erststimmen | Zweitstimmen | Zweitstimmen |
| Kandidaten                     | Kandidaten                      | Parteien/Listen     | Stimmen     | %           | Stimmen      | %            |
| ------------------------------ | ------------------------------- | ------------------- | ----------- | ----------- | ------------ | ------------ |
|                                | Bernward Müller                 | CDU                 | 37.961      | 26,2        | 36.570       | 25,3         |
|                                | Christoph Matschiegewählt im WK | SPD                 | 55.591      | 38,4        | 48.971       | 33,8         |
|                                | Ludwig Elm                      | PDS                 | 28.140      | 19,5        | 31.796       | 22,0         |
|                                | Matias Mieth                    | GRÜNE               | 6.075       | 4,2         | 8.158        | 5,6          |
|                                | Karlheinz Guttmacher            | F.D.P.              | 8.725       | 6,0         | 7.400        | 5,1          |
|                                | Harry Drechsler                 | BFB – Die Offensive | 2.265       | 1,6         | 1.251        | 0,9          |
|                                | –                               | DVU                 | –           | –           | 3.715        | 2,6          |
|                                | −                               | GRAUE               | –           | –           | 451          | 0,3          |
|                                | Wilhelm Tell                    | REP                 | 4.541       | 3,1         | 2.832        | 2,0          |
|                                | −                               | DIE FRAUEN          | –           | –           | 355          | 0,2          |
|                                | –                               | Pro DM              | –           | –           | 2.516        | 1,7          |
|                                | Matthias Baumann                | FORUM               | 993         | 0,7         | 537          | 0,4          |
|                                | −                               | ödp                 | –           | –           | 177          | 0,1          |
|                                | Joachim Schieferdecker          | PBC                 | 362         | 0,3         | –            | –            |
| Gesamt                         | Gesamt                          | Gesamt              | 144.653     | 100         | 144.729      | 100          |
|                                |                                 |                     |             |             |              |              |
| Ungültige Stimmen              | Ungültige Stimmen               | Ungültige Stimmen   | 2.010       | 1,4         | 1.934        | 1,3          |
| Wähler                         | Wähler                          | Wähler              | 146.663     | 83,0        | 146.663      | 83,0         |
| Wahlberechtigte                | Wahlberechtigte                 | Wahlberechtigte     | 176.761     |             | 176.761      |              |
|                                |                                 |                     |             |             |              |              |
| Quellen: Der Bundeswahlleiter, |                                 |                     |             |             |              |              |

### Bundestagswahl 1994
| Kandidaten                     | Kandidaten                   | Parteien/Listen   | Erststimmen | Erststimmen | Zweitstimmen | Zweitstimmen |
| Kandidaten                     | Kandidaten                   | Parteien/Listen   | Stimmen     | %           | Stimmen      | %            |
| ------------------------------ | ---------------------------- | ----------------- | ----------- | ----------- | ------------ | ------------ |
|                                | Roland Richwiengewählt im WK | CDU               | 47.214      | 36,1        | 46.726       | 35,7         |
|                                | –                            | SPD               | 41.060      | 31,4        | 39.675       | 30,3         |
|                                | –                            | PDS               | 23.314      | 17,8        | 24.484       | 18,7         |
|                                | –                            | GRÜNE             | 8.239       | 6,3         | 8.842        | 6,8          |
|                                | –                            | F.D.P.            | 8.591       | 6,6         | 7.567        | 5,8          |
|                                | –                            | GRAUE             | –           | –           | 648          | 0,5          |
|                                | –                            | REP               | 2.203       | 1,7         | 2.155        | 1,6          |
|                                | –                            | Solidarität       | –           | –           | 76           | 0,1          |
|                                | –                            | MLPD              | –           | –           | 29           | 0,0          |
|                                | –                            | ÖDP               | –           | –           | 228          | 0,2          |
|                                | –                            | STATT             | –           | –           | 455          | 0,3          |
| Gesamt                         | Gesamt                       | Gesamt            | 130.621     | 100         | 130.885      | 100          |
|                                |                              |                   |             |             |              |              |
| Ungültige Stimmen              | Ungültige Stimmen            | Ungültige Stimmen | 2.967       | 2,2         | 2.703        | 2,0          |
| Wähler                         | Wähler                       | Wähler            | 133.588     | 76,0        | 133.588      | 76,0         |
| Wahlberechtigte                | Wahlberechtigte              | Wahlberechtigte   | 175.703     |             | 175.703      |              |
|                                |                              |                   |             |             |              |              |
| Quellen: Der Bundeswahlleiter, |                              |                   |             |             |              |              |

### Bundestagswahl 1990
| Kandidaten                     | Kandidaten               | Parteien/Listen   | Erststimmen | Erststimmen | Zweitstimmen | Zweitstimmen |
| Kandidaten                     | Kandidaten               | Parteien/Listen   | Stimmen     | %           | Stimmen      | %            |
| ------------------------------ | ------------------------ | ----------------- | ----------- | ----------- | ------------ | ------------ |
|                                | Udo Haschkegewählt im WK | CDU               | 56.782      | 41,7        | 54.527       | 39,9         |
|                                | −                        | SPD               | 27.705      | 20,4        | 30.473       | 22,3         |
|                                | −                        | PDS               | 13.600      | 10,0        | 12.267       | 9,0          |
|                                | −                        | DSU               | 2.561       | 1,9         | 1.803        | 1,3          |
|                                | −                        | F.D.P.            | 20.582      | 15,1        | 22.951       | 16,8         |
|                                | −                        | GRÜNE             | 12.736      | 9,4         | 11.190       | 8,2          |
|                                | −                        | LIGA              | –           | –           | 187          | 0,1          |
|                                | −                        | DIE GRAUEN        | 1.377       | 1,0         | 1.074        | 0,8          |
|                                | –                        | REP               | –           | –           | 1.351        | 1,0          |
|                                | −                        | NPD               | 791         | 0,6         | 444          | 0,3          |
|                                | –                        | ÖDP               | –           | –           | 225          | 0,2          |
|                                | –                        | Patrioten         | –           | –           | 21           | 0,0          |
| Gesamt                         | Gesamt                   | Gesamt            | 136.134     | 100         | 136.513      | 100          |
|                                |                          |                   |             |             |              |              |
| Ungültige Stimmen              | Ungültige Stimmen        | Ungültige Stimmen | 1.970       | 1,4         | 1.591        | 1,2          |
| Wähler                         | Wähler                   | Wähler            | 138.104     | 77,3        | 138.104      | 77,3         |
| Wahlberechtigte                | Wahlberechtigte          | Wahlberechtigte   | 178.553     |             | 178.553      |              |
|                                |                          |                   |             |             |              |              |
| Quellen: wahlen.thueringen.de, |                          |                   |             |             |              |              |

## Wahlkreissieger
| Wahl | Name               | Partei | Erststimmen |
| ---- | ------------------ | ------ | ----------- |
| 1998 | Christoph Matschie | SPD    | 38,4 %      |
| 1994 | Roland Richwien    | CDU    | 36,1 %      |
| 1990 | Udo Haschke        | CDU    | 41,7 %      |